# Apterameles rammei
Apterameles rammei es una especie de mantis de la familia Mantidae. Es el único miembro del género monotípico Apterameles.

## Distribución geográfica
Se encuentra en Macedonia.